# Peter Banks
Pour les articles homonymes, voir Banks.
Peter Banks, né le 15 juillet 1947 à Barnet, au nord de Londres, et mort le 7 mars 2013 dans la même ville, mieux connu sous le nom de Peter Banks, est un guitariste britannique, ancien membre fondateur des groupes The Syn, Yes, Flash (en) et Empire (en).

## Biographie
Peter William Brockbanks est le seul enfant de William Brockbanks, mécanicien optique, et d'Ellen Brockbanks, travaillant chez un nettoyeur. Tout jeune, sa passion pour la musique s'éveille avec les chansons de Lonnie Donegan qu'il écoute en 78 tours. Banks s'est inspiré des débuts de la musique pop, en particulier de la musique anglaise Skiffle et des œuvres de Lonnie Donegan, avec qui Peter a eu le privilège de réaliser l'album "Puttin' On The Style" en 1977.

### The Syn, Mabel Greer's Toyshop et Yes
Peter Banks commence sa carrière avec The Nighthawks comme guitariste rythmique dès 1963, au sein desquels il joue pendant un an. Selon le livre Close to the edge - The story of Yes de Chris Welch, c'est avec cette formation qu'il donne son premier concert en carrière au New Barnett Pop Festival en 1963, avant de les quitter pour un autre groupe britannique, les Devil's Disciples en 1964. Ce groupe est formé de Banks à la guitare, John Tite au chant, Ray Alford à la basse et Malcolm "Pinnie" Raye à la batterie. Avec eux, Peter grave deux chansons sur acétate, You Better Move On d'Arthur Alexander et For your love de Graham Gouldman, qui sera reprise et popularisée par les Yardbirds en 1965. On peut retrouver ces deux raretés sur l'album compilation de Peter Banks, Can I Play You Something ?. Toujours selon le livre de Chris Welch, Peter se souvient que : « ...les Devil's Disciples jouaient le premier album des Rolling Stones en entier, comme ça, juste pour le plaisir de la chose... »
Puis il rejoint The Syndicats en remplacement de Ray Fenwick qui lui-même avait pris le poste vacant à la suite du départ de Steve Howe, parti jouer avec The In Crowd. The Syndicats est formé de Thomas Ladd au chant, Peter Banks à la guitare, Kevin Driscoll à la basse et aux chœurs, Jeff Williams au piano et à l'orgue et John "Truelove" Melton à la batterie. Encore une autre année s'écoule puis Peter se joint au groupe qui le mènera à une certaine renommée, The Syn, dans lequel officient Chris Squire à la basse, Andrew Pryce Jackman au piano et à l'orgue, Steve Nardelli au chant et Gunnar Jökull Hákonarson à la batterie, Peter sera bien sûr à la guitare. Cette formation publie quelques singles psychédéliques, dont Created by Clive/Grounded en 1967 et Flowerman/The 14 Hour Technicolour dream la même année, qui ont un certain succès en Angleterre. Ils font même la première partie de Jimi Hendrix au Marquee de Londres, le 24 janvier 1967.
Après avoir dissous The Syn, Chris Squire forme la base de ce qui allait devenir Yes, soit Mabel Greer's Toyshop avec Peter Banks à la guitare solo, Clive Bailey à la guitare rythmique et au chant et Bob Hagger à la batterie. Puis, à la suite d'une rencontre entre Chris et l'ex-chanteur des Warriors, Jon Anderson au Club La Chasse sur Wardour Street, le Toyshop grave quelques démos pour l'émission de John Peel de la BBC, qui sont aussi disponibles sur l'album Can I play you something ? de Peter Banks, Janetta, Electric Funeral (qui n'a rien à voir avec la chanson de Black Sabbath), Images of you and me, Get yourself together, ainsi qu'une première version de Beyond and before qui sera reprise par Yes sur leur premier album.
Après avoir, pour un temps, quitté cette formation pour rejoindre un autre groupe, Neat Change avec Jimmy Edwards au chant et à la guitare, Peter Banks à la guitare solo, John Lumley-Saville au piano et à l'orgue, Steve Smith à la basse et Ian McLean à la batterie, Peter enregistre un single avec ce groupe en 1968, I lied to Auntie May/Sandman : Peter Frampton y joue de la guitare sur la face A alors que Banks est sur la face B avec Chris Squire au tambourin. Puis il retourne avec Mabel Greer's Toyshop.
Pendant ce laps de temps, Anderson s'est joint au groupe, Bailey et Hagger le quittent et c'est l'arrivée de l'ex-pianiste/organiste de Winston's Fumbs, Tony Kaye ainsi que l'ex batteur du groupe The Breed, Bill Bruford. Cherchant un nom pour le groupe, Squire propose World, Anderson préfère Life mais c'est finalement Peter Banks qui suggère Yes : le nom est adopté à l'unanimité. Puis ils commencent à composer du matériel en vue d'un premier album : Yes qui sort en 1969 et s'ouvre sur une composition de Squire/Bailey Beyond and before du temps du Mabel Greer's Toyshop. Outre les pièces originales on y retrouve une reprise des Byrds, I see you et une des Beatles, Every Little Thing pratiquement méconnaissable. Un deuxième album suit en 1970, A time and a word, qui contient lui aussi deux reprises, une de Richie Havens No Opportunity Necessary No Experience Needed qui inclut un extrait du thème du film The Big Country de 1958. L'autre reprise, Everydays, provient de Buffalo Springfield.
Après ces deux premiers albums qui, malgré un certain succès, n'ont pas l'ampleur souhaitée par ses membres, le guitariste quitte Yes. La raison majeure qui l'amène à prendre cette décision, est l'ajout d'un orchestre de cordes - violons et violoncelles - pour l'enregistrement de certaines chansons du deuxième album, Time and a word, laissant peu de place au guitariste et à Tony Kaye à l'orgue : l'orchestre joue leur partie presque note pour note, les deux musiciens devenant accessoires. Comme il n'est visiblement pas à l'aise avec cette nouvelle direction prise par le groupe, Peter décide de quitter pour aller vers d'autres horizons. Il joue ainsi son dernier concert avec Yes au Luton College of Technology le 18 avril 1970, avant de le quitter, cédant sa place à Steve Howe.

### Chris Harwood
En 1970, Peter est invité à jouer sur l'album de Chris Harwood, chanteuse folk-rock avec une liste d'autres musiciens invités de renom, dont David Lambert des Strawbs à la guitare, Tommy Eyre au piano qui plus tard joindrait Rainbow, Ian McDonald ex-King Crimson au sax et à la flûte et Pete York ex-Spencer Davis Group aux percussions. Sur cet album, en plus de ses propres compositions, la chanteuse reprend une chanson de Crosby, Stills, Nash and Young Wooden Ships et une de Traffic Crying to be Heard.

### Flash, Two Sides of Peter Banks et groupes divers
Il remplace pendant deux mois, de Septembre à Novembre 1970, le guitariste Mick Abrahams au sein du groupe Blodwyn Pig. Après quelques concerts au sein de cette formation, Peter monte son propre groupe, Flash, avec Colin Carter au chant, Ray Bennett à la basse ex-The Breed (le groupe de Bill Bruford avant Yes) et Mike Hough à la batterie, il invite même Tony Kaye aux claviers pour le premier album homonyme du groupe qui sort le 31 janvier 1972. Puis il enregistre aussi un premier album solo, The Two Sides of Peter Banks, avec deux membres de Flash Ray Bennett et Mike Hough ainsi que Phil Collins à la batterie, Steve Hackett de Genesis et Jan Akkerman du groupe Focus à la guitare ainsi que John Wetton à la basse. Puis, à la suite de démêlés avec ses musiciens, Flash avorte après trois albums.
En 1973 il fonde un groupe jazz-rock au nom incertain de Zox & the Radar Boys, avec Mike Piggott au violon, Ronnie Caryl à la guitare, John Howitt à la basse et Phil Collins à la batterie, plus un flûtiste et un percussionniste non identifiés. Ils donnent quelques concerts dont un au Friars d'Aylesbury avec Jack The Lad un ex-Lindisfarne ainsi que Peter Hammill le 7 juillet 1973 et un autre au High Wycombe Technical College. Ils auraient aussi selon Phil Collins, joués pour la BBC Radio One en 1974.
Finalement après quelques mois, il met sur pied le groupe Empire, avec son épouse de l'époque Sydney Foxx et aussi Ian Wallace, ex-batteur des Warriors et de King Crimson, ainsi que Phil Collins qui participera aussi au premier album de cette formation.
En 1979, il poursuit son travail avec Ian Wallace dans un groupe nommé The Tea Bags, qui incluait aussi Jackie Lomax et Graham Bell au chant, Mel Collins au saxophone et claviers, David Mansfield à la guitare et Kim Gardner à la basse. Aucun album n'est ressorti de cette formation qui ne dure qu'une courte période.

### Projets et participations divers
En 1983, Peter Banks joue le solo de guitare sur la chanson fétiche de Lionel Ritchie, Hello tirée de l'album Can't Slow Down, mais son nom n'est pas crédité.
Peter travaille aussi avec Gerard Johnson et Mark Brown pour leur projet Funky Monkey : ainsi il apparaît sur deux de leurs albums, Come Together People of Funk en 1997 et Join Us in Tomorrow en 2002.
Durant les années 90, Peter Banks reprend une carrière solo et sort d'autres albums, Instinct sur lequel il joue de tous les instruments puis le très bon Self Contained avec des pièces aux teintes atmosphériques comme Tell me when, le seul autre musicien sur ce disque est le claviériste Gerard Goff.
En 1999, il fait partie de l'album hommage au groupe Emerson, Lake & Palmer, Encores, Legends & Paradox, A Tribute To The Music Of ELP avec plusieurs musiciens de renom du progressif. On peut entendre Peter Banks sur deux morceaux, soit Toccata et The Sheriff.
En 2004, il forme le trio Harmony in diversity avec Nick Cottam à la basse et Andrew Booker à la batterie. Lors de concerts au Klinker Club dans le nord de Londres en juin 2005, une pièce est enregistrée et le reste de l'album provient de sessions qui s'échelonnent de septembre à novembre 2004 : l'album sort deux ans plus tard en 2006.
En 2011, on lui diagnostique un cancer, alors qu'il souffre déjà de la légionellose. Durant sa dernière année active en musique, il continue de jouer et de tenter différentes expériences de groupes, incluant dB-Infusion avec le claviériste Gonzalo Carrera. Il participe d'ailleurs à l'album Muso & Proud de dB-Infusion, avec John Helliwell de Supertramp au saxophone, John Etheridge de Soft Machine à la guitare, Hugh McDowell au violoncelle et John Hackett à la flûte.
Peter Banks est retrouvé mort dans sa maison à Barnett, le 7 mars 2013, à l'âge de 65 ans, des suites d'une insuffisance cardiaque.

## Instruments
Ses parents lui offrent une guitare acoustique ayant coûté £5 mais qui est pratiquement impossible à jouer : c'est celle que l'on voit sur la pochette de son album compilation Can I play you something? publié en 1999. Sa première "vraie" guitare est une Gretsch avec laquelle il commence à imiter son idole, George Harrison. Plus tard, il acquiert une Rickenbacker Rose Morris 1997 (modèle équivalent à la Rickenbacker 335) qu'il conservera toute sa vie : il en jouera avec The Syn ainsi qu'avec Yes.
Il joue aussi du banjo, ainsi que du synthétiseur ARP 2600, du Moog et du piano électrique Fender Rhodes à l'occasion, comme sur son album Two Sides of Peter Banks ainsi qu'avec son groupe Flash.

## Discographie
Compilée d'après le site officiel de Peter Banks, dans la section "Discographie", ainsi que sur le site "Discogs" consacré à la discographie du guitariste.

### Devil's Disciples

#### Acétate
- 1964 : You better move on/For Your Love

### The Syn

#### Singles
- 1967 : Created By Clive/Grounded - Deram
- 1967 : Flowerman/14 Hour Technicolour Dream- Deram

#### Albums
- 2005 : Original Syn : Complete history of The Syn 1967 - 1969 - 2 CD
- 2005 : Original Syn 1965-2004 - 2 CD - Version différente sortie la même année que la précédente.

### Mabel Greer's Toyshop
(Demos pour John Peel) 
- 1968 : Images of you and me / Beyond and before / Electric Funeral / Get yourself together

### Neat Change
- 1968 : single I lied to Aunty May/Sandman (Peter Banks sur la face B avec Chris Squire au tambourin)

### Yes

#### Singles
- 1969 : Sweetness/Something's Coming
- 1969 : Looking Around/Everyday
- 1970 : Looking Around/Every Little Thing
- 1970 : Sweetness/Every Little Thing
- 1970 : Time And A Word/The Prophet
- 1970 : Sweet Dreams/Dear Father

#### Albums
- 1969 : Yes
- 1970 : Time And a Word

#### Compilations
- 1974 : Yesterdays
- 1991 : Yesyears - (Boîtier de 4 CD)
- 1992 : Yesstory - (Reprise sur 2 CD de Yesyears)
- 1993 : Highlights The Very Best Of Yes
- 1994 : Affirmative: The Yes Solo Family Album - Peter est présent sur un titre Dominating factor
- 1998 : Something's Coming: The BBC Recordings 1969–1970 (UK) (2 CD)
- 1998 : Beyond And Before (US)- (2 CD)
- 1999 : Millennium Collection
- 1999 : Astral Traveller
- 2002 : In a word Yes - (Boîtier 5 CD)
- 2003 : Yes Remixes - Album de remixes par Virgil Howe. - Peter est sur le titre No Opportunity Necessary, No Experience Needed
- 2003 : The Ultimate Yes - 35th Anniversary Collection - (Boîtier 3 CD)
- 2005 : The word is live - Compilation Live - (Boîtier 3 CD)
- 2006 : Before The Birth Of Yes - Pre-Yes Tracks 1963-1970 - Peter avec The Syn sur 2 chansons et sur 1 avec Yes.
- 2007 : Roundabout & Other Hits
- 2007 : Greatest Hits
- 2010 : Ultimate - 35th Anniversary Collection

### Flash
Singles
- 1972 : Small Beginnings/Morning Haze - Avec Tony Kaye.
- 1972 : Children of the Universe (Mono)/Children of the universe (Stéréo)
- 1972 : Lifetime/Children Of The Universe
- 1973 : Watch Your Step/Lifetime

Albums studio
- 1972 : Flash (rééd. 2009 label Esoteric Recordings + bonus track) - Avec Tony Kaye aux claviers.
- 1973 : In the Can (rééd. 2010 ER + bonus tracks)
- 1973 : Out of Our Hands (rééd. 2010)
- 1995 : Les trois premiers albums originaux de Flash ont été réédités en CD sur One Way Records
- 2003 : Flash/Out of our hands - Réédition du premier et troisième album en double CD

Live
- 1997 : Psychosync (1973 - live WLIR radio broadcast, ed. Blueprint)
- 2005 : Two Sides of Flash: Live in the USA (1973 - 2 concerts issus du Flash final US tour, ed. Voiceprint)
- 2013 : Flash Featuring Peter Banks (Édition Limitée du Concert de 1973)
- 2013 : In Public (Idem)

### Empire

#### Albums studio
- 1973 : Mark I - Avec Phil Collins et John Giblin.
- 1974 : Mark II
- 1979 : Mark III

#### Compilations
- 2014 : The Mars Tapes
- 2017 : Featuring Peter Banks & Sydney Foxx – The Complete Recordings - Compilation de 3 CD incluant The Best Of Empire, The Mars Tapes et The Rest Of Empire. Phil Collins joue sur Sky At Night.

### Solo
- 1973 : Two Sides of Peter Banks - Avec Steve Hackett, Jan Akkerman, John Wetton, Ray Bennett, Mike Hough et Phil Collins.
- 1994 : Instinct
- 1995 : Self-Contained
- 1997 : Reduction
- 1999 : Can I Play You Something ? : The Pre-Yes Years Recordings From 1964-1968
- 2009 : The Roots Of Yes 1964-1968 - Réédition de Can I Play You Something ?
- 2018 : The Self-Contained Trilogy
- 2018 : Be Well, Be Safe, Be Lucky... The Anthology - Compilation avec John Wetton, Steve Hackett, Tony Kaye, Billy Sherwood, Phil Collins, Ray Bennett, Mike Hough, etc.

### Harmony in diversity
- 2006 : Trying
- 2018 : The Complete Recordings

### David Cross Peter Banks
- 2020 : Crossover - Sortie prévue le 17 janvier 2020, avec Tony Kaye, Billy Sherwood, Oliver Wakeman, Geoff Downes, Pat Mastelotto, Jeremy Stacey etc. Il s'agit du dernier album avec Peter Banks, mort en 2013, lequel tenait à ce qu'il soit publié[2].

### Participations

#### Années 1970
- 1970 : Suspicion/Blind Date De Vivian Stanshall & Gargatuan Chums - Single - Peter fait les chœurs avec Keith Moon
- 1970 : Nice to meet Miss Christine De Chris Harwood - Guitare sur "Mama" et "Crying to be heard"
- 1972 : Electric Shocks De Roger Ruskin Spear - Peter joue sur 2 pièces, Blue Baboon et Doctor Rock
- 1976 : With love De Peter Townshend - Joue sur All God's morning
- 1976 : Guitar Workshop Volume Two - Artistes Variés - Guitare sur "Dancing Angel" & "Warning: Rumble Strips"
- 1977 : Puttin' on the style : Album hommage à Lonnie Donegan - Peter Banks guitare sur "Ham'n'eggs" - Avec Albert Lee, Brian May, Mick Ralphs, Ron Wood, Rory Gallagher à la guitare, Elton John, Nicky Hopkins au piano, Ringo Starr et Jim Keltner à la batterie.
- 1979 : Special Treatment De Jakob Magnusson

#### Années 1980
- 1983 : Can't Slow Down De Lionel Richie - Solo de guitare sur "Hello" - Non crédité
- 1984 : Keats De Keats - Guitare sur Hollywood Heart - Non crédité
- 1985 : Slave to the rhythm De Grace Jones - Album produit par Trevor Horn. David Gilmour joue aussi sur cet album - Peter n'est pas crédité
- 1985 : Junkyard De Grace Jones - Single
- 1986 : Romeo Unchained De Tonyo K : Guitare sur "Impressed" & "You don't belong here"
- 1986 : Impressed - De Charlie Sexton : Single

#### Années 1990
- 1991 : Struggle Fish De Dig Hay Zoose - Joue sur Struggle Fish.
- 1995 : Tales from Yesterday - Yes Tribute Album - Artistes Variés - Guitare sur Astral Traveller
- 1997 : Come together people of funk De Funky Monkey - Avec Gerard Johnson - Peter joue sur 4 pièces
- 1998 : Sylvie De Saint Etienne - Single
- 1999 : Jabberwocky De Clive Nolan & Oliver Wakeman
- 1999 : Encores, Legends & Paradox - Tribute to ELP - Artistes Variés - Guitare sur The Sheriff et Toccata
- 1999 : Superfox De Funky Monkey - Peter joue sur 4 pièces
- 1999 : Built on Sand : Rarities 1994 - 1999 De Saint Etienne - Avec Gerard Johnson - Guitare sur Tomorrow Never Dies

#### Années 2000
- 2001 : Guitar Workshop Artistes Variés - Joue sur 2 pièces
- 2001 : Marked for Madness De Michelle Young
- 2002 : The hound of the Baskervilles De Clive Nolan & Oliver Wakeman - Rick Wakeman est à la narration
- 2002 : Join us in Tomorrow De Funky Monkey - Compilation - Peter est présent sur 7 pièces
- 2004 : Live at the Wembley Arena de Frankie Goes To Hollywood, guitare solo sur le titre Welcome to the pleasure dome
- 2006 : Return to the Dark Side of the Moon - Artistes variés - Sur Money et Eclipse
- 2009 : Fantastic Journey De Funky Monkey - Compilation - Peter est présent sur 8 pièces

#### Années 2010
- 2010 : Return to the Dark Side of the Moon - Artistes Variés - Guitare sur Brain Damage/Eclipse
- 2011 : Muso & Proud De dB Infusion
- 2011 : Electronic Church Muzik De Ant-Bee - A écrit et joué sur Endless Journey, a coécrit et joué sur The Guff
- 2012 : The Prog Collective - Artistes Variés - Sur Social Circles avec Annie Haslam
- 2012 : Fly Like An Eagle – An All-Star Tribute to Steve Miller Band - Artistes Variés - Joue sur Winter Time.
- 2012 : Songs of the century ; An All-Star Tribute To Supertramp - Artistes Variés -Joue sur Give A Little Bit
- 2012 : Who Are You – An All-Star Tribute To The Who- Artistes Variés
- 2013 : The Prog Collective - Epilogue - Guitare sur Tomorrow Becomes Today
- 2013 : In Extremis De Days Between Stations
- 2013 : The many faces of Pink Floyd Artistes Variés - Joue sur Eclipse avec Tony Kaye & John Wetton.
- 2013 : Next Day Remixes De David Bowie - Guitare sur I’d Rather Be High – Venetian Mix (Wasted Edit) et Love Is Lost (Hello Steve Reich Mix by James Murphy for the DFA)
- 2013 : P14: Brave New World Artistes Variés - Distribué avec l'achat du périodique Prog Magazine de Juin 2013. Contient la pièce Eggshell Man de Days Between Station tirée de l'album In Extremis Avec Billy Sherwood, Rick Wakeman et Tony Levin.